# Црквичко Поље
Црквичко Поље је насеље у општини Плужине у Црној Гори. Према попису из 2003. било је 97 становника (према попису из 1991. било је 134 становника).

## Демографија
У насељу Црквичко Поље живи 84 пунолетна становника, а просечна старост становништва износи 51,1 година (50,0 код мушкараца и 52,0 код жена). У насељу има 42 домаћинства, а просечан број чланова по домаћинству је 2,31.
Ово насеље је углавном насељено Србима (према попису из 2003. године), а у последња три пописа, примећен је пад у броју становника.
|  |

| Демографија | Демографија | Демографија |
| Година      | Становника  | Становника  |
| ----------- | ----------- | ----------- |
|             |             |             |
|             |             |             |
|             |             |             |
|             |             |             |
| 1948.       | 378         |             |
| 1953.       | 446         |             |
| 1961.       | 447         |             |
| 1971.       | 357         |             |
| 1981.       | 246         |             |
| 1991.       | 134         | 131         |
| 2003.       | 100         | 97          |
|             |             |             |

| Етнички састав према попису из 2003.‍ | Етнички састав према попису из 2003.‍ | Етнички састав према попису из 2003.‍ | Етнички састав према попису из 2003.‍ | Етнички састав према попису из 2003.‍ |
| ------------------------------------ | ------------------------------------ | ------------------------------------ | ------------------------------------ | ------------------------------------ |
|                                      |                                      |                                      |                                      |                                      |
| Срби                                 | Срби                                 |                                      | 70                                   | 72,16%                               |
| Црногорци                            | Црногорци                            |                                      | 20                                   | 20,61%                               |
| Немци                                | Немци                                |                                      | 1                                    | 1,03%                                |
| Југословени                          | Југословени                          |                                      | 1                                    | 1,03%                                |
| непознато                            | непознато                            |                                      | 0                                    | 0,0%                                 |

| Година пописа     | 1948. | 1953. | 1961. | 1971. | 1981. | 1991. | 2003. |
| ----------------- | ----- | ----- | ----- | ----- | ----- | ----- | ----- |
| Број домаћинстава | 78    | 89    | 96    | 81    | 72    | 50    | 42    |

| Број чланова      | 1  | 2  | 3 | 4 | 5 | 6 | 7 | 8 | 9 | 10 и више | Просек |
| ----------------- | -- | -- | - | - | - | - | - | - | - | --------- | ------ |
| Број домаћинстава | 42 | 19 | 8 | 7 | 5 | 0 | 0 | 3 | 0 | 0         | 0      |

| Пол    | Укупно | Неожењен/Неудата | Ожењен/Удата | Удовац/Удовица | Разведен/Разведена | Непознато |
| ------ | ------ | ---------------- | ------------ | -------------- | ------------------ | --------- |
| Мушки  | 42     | 16               | 17           | 8              | 1                  | 0         |
| Женски | 44     | 13               | 16           | 15             | 0                  | 0         |
| УКУПНО | 86     | 29               | 33           | 23             | 1                  | 0         |

| Пол    | Укупно                    | Пољопривреда, лов и шумарство | Рибарство                            | Вађење руде и камена | Прерађивачка индустрија       |
| ------ | ------------------------- | ----------------------------- | ------------------------------------ | -------------------- | ----------------------------- |
| Мушки  | 23                        | 16                            | 0                                    | 0                    | 0                             |
| Женски | 4                         | 3                             | 0                                    | 0                    | 0                             |
| УКУПНО | 27                        | 19                            | 0                                    | 0                    | 0                             |
| Пол    | Производња и снабдевање   | Грађевинарство                | Трговина                             | Хотели и ресторани   | Саобраћај, складиштење и везе |
| Мушки  | 2                         | 1                             | 0                                    | 0                    | 1                             |
| Женски | 0                         | 0                             | 0                                    | 0                    | 0                             |
| УКУПНО | 2                         | 1                             | 0                                    | 0                    | 1                             |
| Пол    | Финансијско посредовање   | Некретнине                    | Државна управа и одбрана             | Образовање           | Здравствени и социјални рад   |
| Мушки  | 0                         | 0                             | 1                                    | 1                    | 1                             |
| Женски | 0                         | 0                             | 0                                    | 0                    | 1                             |
| УКУПНО | 0                         | 0                             | 1                                    | 1                    | 2                             |
| Пол    | Остале услужне активности | Приватна домаћинства          | Екстериторијалне организације и тела | Непознато            | Непознато                     |
| Мушки  | 0                         | 0                             | 0                                    | 0                    | 0                             |
| Женски | 0                         | 0                             | 0                                    | 0                    | 0                             |
| УКУПНО | 0                         | 0                             | 0                                    | 0                    | 0                             |